# Montamarta
Montamarta es un municipio y localidad española de la provincia de Zamora, en la comunidad autónoma de Castilla y León.
En Montamarta tiene lugar la fiesta de «El Zangarrón», una de las populares mascaradas de invierno de la provincia de Zamora, mantenida con notable arraigo por parte de los montamarteses que han logrado conservar su peculiar y ancestral ritual.

## Geografía
Integrado en la comarca de Tierra del Pan, se sitúa a 17 kilómetros de Zamora. 
El relieve del municipio es predominantemente llano, ocupando además la margen izquierda del embalse del Esla, cuyas aguas llegan hasta las cercanías del casco urbano en épocas de crecida del Esla. La altitud oscila entre los 768 metros en un peña ribereña del Esla al noroeste y los 680 metros en el casco urbano, a orillas del embalse. 
| Noroeste: Santa Eufemia del Barco                   | Norte: San Cebrián de Castro | Nordeste: Piedrahíta de Castro    |
| Oeste: Santa Eufemia del Barco y Manzanal del Barco |                              | Este: Moreruela de los Infanzones |
| Suroeste: Palacios del Pan                          | Sur: Andavías y La Hiniesta  | Sureste: Cubillos                 |

## Historia

### Edad Media y Edad Moderna
La fundación de Montamarta se remonta a la Edad Media, enmarcándose dentro del proceso repoblador emprendido por los reyes leoneses. Así, la primera mención escrita de Montamarta data del reinado de Fernando I de León, del año 1038. Posteriormente, ya en el de Fernando II de León se registra una donación de un tercio de los diezmos de los montamarteses a la iglesia de San Salvador, al obispo y a los canónigos a cambio de que se les permitiese nombrar y deponer al clérigo de la iglesia previo el consejo del obispo, del arcediano y del arcipreste.
Ya en el siglo XIII, en 1220, se recoge una sentencia por parte del rey Alfonso IX de León por la cual cedía una propiedad realenga en Montamarta a la Orden de Santiago. Así, los restos más antiguos del pueblo se encuentran en el muro norte de la ermita de la Virgen del Castillo, siendo románicos los canecillos que quedan aún visibles. Coetánea a estos canecillos sería también la sencilla pila bautismal románica que se conserva en la iglesia parroquial de San Miguel Arcángel.
Al final de la Edad Media tuvo una relevancia notoria en la zona el monasterio de Nuestra Señora de Montamarta, fundado en 1407 por dos frailes de Guadalupe, y del cual se documenta una donación otorgada al monasterio montamartés ya en 1408. No obstante, en 1534, ya en la Edad Moderna, la Orden de San Jerónimo decidió trasladar este monasterio a la ciudad de Zamora, siendo bendecida la nueva construcción ya en 1543 por el obispo zamorano, naciendo así el monasterio de los Jerónimos de Zamora, lo que provocó el abandono definitivo del monasterio jerónimo de Montamarta.

### Edad Contemporánea
Ya en la Edad Contemporánea, al crearse las actuales provincias en la división provincial de 1833, Montamarta quedó encuadrado en la provincia de Zamora, dentro de la Región Leonesa.
En la primera mitad del siglo XX, Montamarta sufrió las consecuencias de la política hidrográfica con la realización del Salto de Ricobayo (1929-1935), que provocó el embalsamiento de parte del término municipal; anegó tierras fértiles de cultivo, así como parte del núcleo urbano (los alrededores de la Fuente del Arco), obligando a movilizar a buena parte de la vecindad.

## Geografía humana

### Demografía
Cuenta con una población de 543 habitantes (INE 2024).
| Gráfica de evolución demográfica de Montamarta entre 1842 y 2021                                                      |
| |
| Población de derecho según los censos de población del INE. Población de hecho según los censos de población del INE. |

A partir de los años 60 del siglo XX Montamarta perdió buena parte de su población, que emigró por razones laborales a otros lugares, inicialmente al extranjero (Alemania, Suiza, Francia...) y posteriormente al resto de España, como consecuencia de los Planes de Desarrollo de España que se promueven con la dictadura franquista y que concentran en grandes ciudades españolas el desarrollo industrial, disminuyendo en gran medida la población local.

### Transportes
El término municipal está atravesado por la carretera nacional N-630, entre los pK 257 y 264, que une Gijón con Sevilla así como a la autovía Ruta de la Plata, de igual recorrido que la anterior y que constituye el principal eje de transportes del oeste del país.  
En cuanto al transporte público se refiere, existe servicio de línea bus regular a su paso a Benavente, León o Sanabria. 
Las estaciones más cercanas de tren y autobús son las de Zamora capital. Por otro lado hay buena comunicación con los aeropuertos de Salamanca y Valladolid.

### Economía
Municipio dedicado principalmente a la agricultura y ganadería.
Ubicado en la Tierra del Pan, el cultivo tradicional ha sido de tipo cerealista.
El gran impacto ambiental que supuso la realización del Salto de Ricobayo (1929-1935) privó a la comarca de todo un valle fértil.
Posteriormente en los años 80, la concentración parcelaria acabó con muchos de los prados, lagunas y sotos, a favor de una agricultura intensiva.
Las últimas políticas estatales que incentivaban las energías renovables (Plan de Fomento de las Energías Renovables 2000-2010) prometían inversiones en el término de Montamarta, como la central térmica solar y el parque eólico del Sierro, llegándose a materializar solamente este último.

## Servicios
Montamarta cuenta con la ventaja de estar situada a tan solo 16 km de Zamora, la capital de la provincia. Además dispone de amplios servicios en la propia población:
- Alojamientos: casas y apartamentos rurales. Albergue para peregrinos. Área AC gratuita.
- Restauración: bares de tapeo y restaurantes con comida casera.
- Cultura:

- El Molino, espacio restaurado y sala de exposiciones.
- Asociación cultural «El Zangarrón». 
- Ocio: entorno del embalse del Esla (pesca, deportes acuáticos, etc), piscina municipal, pabellón deportivo (incluido el frontón), parque infantil.
- Educación: C.R.A. Tierra del Pan de infantil y primaria.
- Sanidad: atención primaria y farmacia (botiquín)
- Servicios: gasolinera, súpermercado, taller de fragua, fontanería, taxi
- Residencia de la tercera edad, que incluye el comedor social en régimen abierto para todos los vecinos empadronados.

## Cultura

### Patrimonio

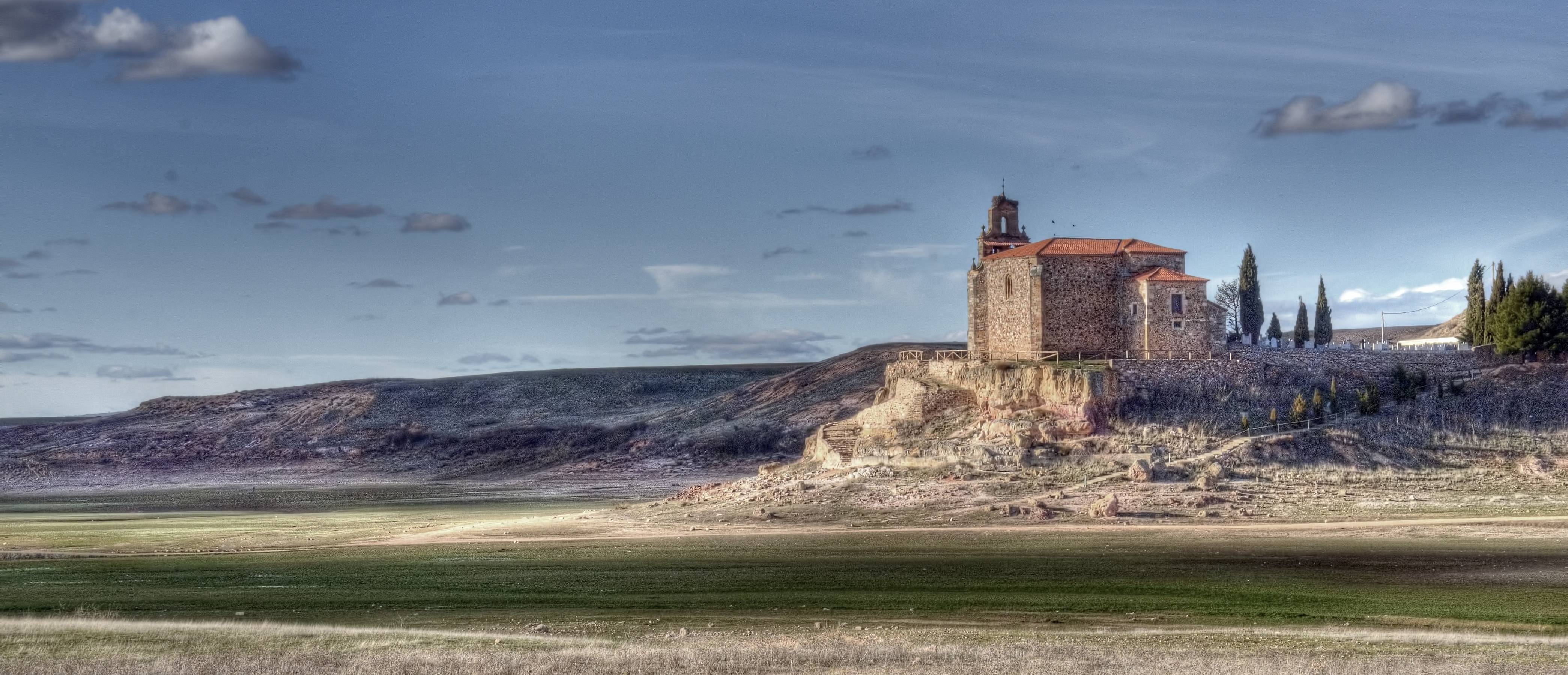
Ermita de la Virgen del Castillo

Destaca por ser punto de paso y sugerida visita en el itinerario de la Vía de la Plata. Entre su patrimonio destaca la ermita de la Virgen del Castillo, ubicada a orillas de un ramal del embalse del Esla, y la iglesia de San Miguel Arcángel, que ejerce las funciones de iglesia parroquial.
Montamarta es popularmente conocido como el pueblo de las cigüeñas, por sus incontables anidamientos, invitadas y motivadas a su permanencia anual por el humedal del embalse del Esla y la cercanía de las lagunas de Villafáfila.

### Festejos y tradiciones

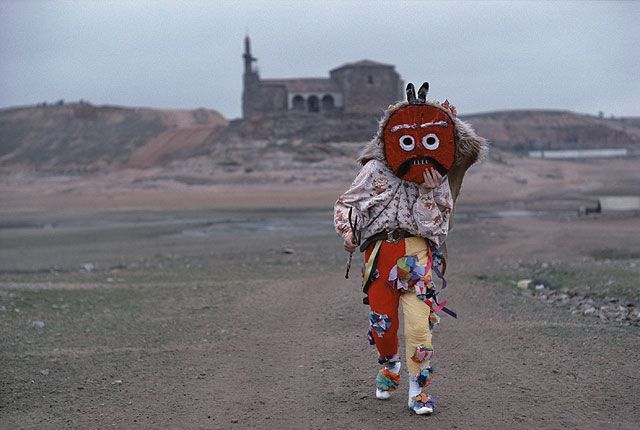
Zangarrón, día de Reyes

Montamarta ofrece una amplia variedad de eventos festivos:
Destaca el «Zangarrón», figura ancestral con representación en los días 1 y 6 de enero. 
Sin embargo, la fiesta mayor se celebra los días 15 y 16 de mayo en honor a San Isidro y a la Virgen del Castillo, respectivamente. 
El pueblo cuenta con fuerte arraigo carnavalero, con la carrera de cintas y la ya restringida carrera de gallos. 
Además se siguen manteniendo otras festividades tradicionales como el Domingo del Rosario, Corpus Christi, San Antón, Martes de Pascua y cualquier ocasión para formar romería los alegres vecinos.
El Zangarrón
Según la tradición, este personaje típico de las fiestas de antruejo que sale a la calle los días de Año Nuevo y Reyes, a primera hora de la jornada recorre las calles de la localidad pidiendo el aguinaldo, unos donativos que introduce en su peculiar camisa. Durante la mañana, corre y atrapa a los mozos solteros. También participa en un punto de la liturgia de la misa, irrumpiendo en el altar y pinchando con su tridente dos hogazas de pan.
El antropólogo zamorano Francisco Rodríguez Pascual reconoce que Montamarta es uno de los municipios que mejor ha conservado esta tradición ancestral en la provincia de Zamora y así testimoniaba Julio Caro Baroja cuando comentaba que los Zangarrones «aún siguen vivos».
Junto al Zangarrón de Montamarta destacan otras fiestas similares en las localidades de Riofrío de Aliste, Sanzoles, Pozuelo de Tábara o Ferreras de Arriba, en las que personajes como el Tafarrón, los Carochos o la Filandorra han perpetuado la tradición popular.
- Indumentaria: el popular personaje a modo de diablo viste una indumentaria única compuesta por dos toallas, una de color marrón o rojo en una de las piernas (según el día de celebración) y amarillo en la otra pierna, que se cosen a cada una de ellas simulando un pantalón del que se prenden flores de papel. A modo de blusa porta una colcha anudada y cosida en parte con una abertura para guardar el zurrón con el aguinaldo y el chorizo que ofrece a los corredores una vez los alcanza (mozos solteros).

- Complementos: a la espalda le cuelgan tres cencerros, mientras que la cara la cubre con una extravagante y peculiar careta de corcho de color negro o rojo, coronada por dos orejas de liebre y más flores de papel de colores. Además, el Zangarrón lleva consigo un tridente con el que azuza a los mozos solteros que atrapa con gran astucia, en ocasiones, con la ayuda de los quintos.

En este sentido, hay que destacar el esfuerzo de los vecinos por conservar la tradición e incrementar el número de visitantes a esta fiesta, cuyo eco llega a traspasar fronteras. 
En marzo de 2023 el Gobierno reconoce a las mascaradas de Castilla y León como Bien de Interés Cultural de carácter inmaterial.

### Gastronomía
Llegado el invierno, acontecen las típicas matanzas del cerdo que sirven para el disfrute de carnes y embutidos durante todo el año. También la repostería con el bollo coscarón, las aceitadas, los rebojos, los mantecados, las madalenas y en carnavales las típicas orejas y flores.